# A Bűbájos boszorkák szereplőinek listája
Az amerikai Bűbájos boszorkák című televíziós sorozat szereplői.

## Prudence "Prue" Halliwell
Prue (Shannen Doherty) a legidősebb a Bűbájosok közül. Tartózkodik a mágiától, eleinte elutasítja azt, de miután Phoebe felébreszti az erőket, kénytelen beletörődni boszorkány mivoltába. Az első évadban sokat veszekszik a legfiatalabb nővérrel, Phoebe-vel. Nagyon makacs, hisztis természete  kínos helyzetekbe hozza. A második évadban összejön az egyik munkatársával, de a személy később eltűnik a sorozatból. A harmadik évadban már jóval aktívabb lesz, s kezdi élvezni a boszorkányságot. A „Vég” című epizódban egy Shax nevű démon végez vele. Ekkor veszi át a helyét Paige.
- Prue képessége(i): Telekinézis, asztrális kivetítés.

## Piper Halliwell
Piper (Holly Marie Combs) a középső, majd Prue halála után a legidősebb testvér. Már az első évadban jobban élvezi a mágiát, mint Prue, de nem annyira felszabadultan, mint Phoebe. Az első évadban egy Quake nevű étteremben dolgozik, a második évadban P3 néven saját klubot alapít. Az első évad 3. részében felbukkan egy fényőr ("védőangyal"), Leo Wyatt, aki szerelőnek adja ki magát, hogy eltitkolja valódi mivoltát. Egymásba szeretnek, ám fényőröknek és boszorkányoknak tilos kapcsolatot létesíteniük; keményen meg kell dolgozniuk azért, hogy együtt lehessenek. Pipernek két gyermeke születik: Wyatt és Chris.
- Piper képessége(i): Fagyasztás, robbantás

## Phoebe Halliwell
Phoebe (Alyssa Milano) (eredetileg Lori Rom alakította) a legfiatalabb, Paige érkezésével pedig a középső testvér. Ő a legszabadabb boszorkány, élvezi a mágiát, esetenként öncélúan használja. Mély bánata, hogy nincs aktív ereje. Eleinte munkanélküli, majd egyetemre jár. A harmadik évadban találkozik Cole Turnerrel (Julian McMahon), aki elcsábítja őt. Phoebe halálosan beleszeret Cole-ba, akiről kiderül, hogy démon (Belthazor). A negyedik évadban Phoebe otthagyja testvéreit, az Alvilághoz csatlakozik. Később mégis a testvéreit választja. Cole egy epizódban még visszatér, és segít Pipernek visszaadni a hitét a szerelembe.
- Phoebe képessége(i): Látomások, levitáció, empátia

## Paige Halliwell Matthews
Paige (Rose McGowan) a legfiatalabb testvér, akiről Piper, Phoebe és Prue hosszú ideig nem tud. Prue halála után találkoznak, Paige segítségével ismét birtokolhatják a Hármak Erejét. Paige apja a Bűbájosok édesanyjának a fényőre volt, így Paige képes teleportálni, akárcsak Leo. Édesanyja nem sokkal a születése után meghalt, így nevelőszülőkhöz került, akik szintén meghaltak egy autóbalesetben, amiért Paige magát okolja. Később visszautazik az időben és megbizonyosodik afelől, hogy nem ő volt a hibás a baleset miatt.
- Paige képességei: Teleportálás, alakváltoztatás, gyógyítás

## Leo Wyatt
Leo Wyatt (Brian Krause) egy fényőr, "védőangyal". Orvostanhallgató volt, a második világháborúban halt meg. Segíteni akarásának és jó lelkének köszönhetően lett fényőr. A sorozat alatt feladata a Bűbájosok védelme. Eleinte titokban tartotta a testvérek előtt, hogy ki ő, ezalatt Piperrel egymásba szerettek. Később két gyerekük is születik: Wyatt és Chris. Leo később elveszti fényőri képességeit.
- Leo képességei: Teleportálás, telepátia, gyógyítás, energiavillámok, lebegés

## Ellenségek
1. Forrás
A Forrás (Ben Guillory, Michael Bailey Smith) tulajdonképpen a sorozat főgonosza. Minden démont és warlockot ő irányít. A Forrás az alvilág királya. Általában tanácsadójaként egy jövendőmondó jelenik meg, aki figyelmezteti minden közelgő veszélyre. Maga a megtestesült gonoszság, és azért vágyik a Bűbájosok erejére, hogy a gonoszság legyen úrrá a világon. Piper, Phoebe és Paige a negyedik évad végén elpusztítják. Rengeteg démon pályázik a helyére, de végül Cole/Belthazor kapja meg a posztot.
2. Jeremy Bruns
Jeremy Bruns (Eric Scott Woods) a sorozat első ellensége. Van egy tőre, amellyel boszorkányokat gyilkol és elveszi az erejüket. Amelyiknek az erejét elvette, azoknak a képességei Jeremyé lesznek. Feni a fogát a Bűbájosok mérhetetlen erejére, ezért kapcsolatba kerül Piperrel. Persze Piper nem tudja, hogy ki a szerelme valójában, ezért a férfi csábításai azt eredményezik, hogy Piper halálosan belészeret. De miután megtudja, hogy ki is ő, elpusztítják Jeremyt.
3. Javna
Javna (Michael Philipp) egy nagyon-nagyon öreg férfi démon. Azért jön vissza minden évben a földre, hogy fiatal nőktől életenergiát vegyen el, tehát soha ne haljon meg. Javna egy Stefan nevű fényképésznek adja ki magát és magába bolondítja a nőket, hogy egy szertartással megfossza őket a fiatalságuktól. Phoebe is a csapdájába esik, de nővérei megmentik az életét, Javnát pedig elpusztítják.
4. Alakváltók
Az alakváltók (Mariah O'Brien, Eric Mathena, Markus Flanagan) különös módon meg akarják szerezni az Árnyak Könyvét. Felbérelik a lányok apját, Victort, aki szívesen bele is megy az alkuba, hiszen utálja a boszorkányokat. Hogy a Bűbájosok közelébe férkőzzenek, megveszik a szomszédos házat és "jó" barátságba kerülnek, de Phoebe a látomásai alapján rájön céljukra, és elpusztítják őket.
5. Whitaker Berman
Whitaker Berman (Matthew Schuze) egy halandó gonosz férfi. Mozgássérült tudós, akit sokan kikosaraztak. Dühében elhatározta, hogy megöli kigúnyolóit, ezért titkon elérte, hogy mások álmát befolyásolni tudja, az álomvilágban pedig megöli áldozatait. Ezek a nők – megmagyarázhatatlan módon – a valóságban is meghalnak. Prue is erre a sorsra jutna, de álmában ő maga löki le az álomlovagot egy felhőkarcolóról.
6. Hecaté
Hecaté (Sara Rose Peterson) egy gonosz alvilági nő, akinek az a célja, hogy világra hozza az univerzum leggonoszabb démonát. Ehhez az kell, hogy frigyre lépjen egy földi halandóval. Megzsarol egy anyát, aki fiát neki ajánlja. A fiúnak azonban más kedvese van, de Hecaté kényszeríti a fiút, hogy hozzámenjen. A pórul járt igaz kedves, a Bűbájosoktól kér segítséget, akik azonnal megoldják a problémát. Hecaténak a valóságban szörnyalakja van, de a földön gyönyörű nőként jelenik meg, s Jade-nek hívják.
7. Kristen és társai
Kristen (Denny Consiglio) egy gonosz húsevő bestia, aki Hecatét szolgálja. Két társával (Jennifer Badger, Eleen Weisinger) Hecaté koszorúslányaiként jelennek meg. Egy szerencsétlen pap véletlenül talál bizonyítékot ellenük, ezért Kristen elpusztítja őt.
8. Kali
Kali (Rebekah Carlton) egy hatalmas, ámde nagyon gonosz alvilági varázslónő. Egy tükrön keresztül képes bárkit irányítani. A sorozatban Avivát, egy gondterhelt tinédzsert fordít saját nagynénje, majd a Bűbájosok ellen. Végül Aviviát a Bűbájosok meggyőzik arról, hogy Kali egy gonosz lény, Aviva megpróbálja legyőzni, de Kali túljár az eszén. Végül a Bűbájosok pusztítják el, azzal, hogy összetörik azt a varázstükröt, amelyben tanyázik.
9. Gavin
Gavin (Brad Greqsuit) egy gonosz férfidémon, aki a jövőből jött, hogy elpusztítsa azokat az anyákat, akiknek gyerekeik majd megtalálja a gonosz Harmadik Szem hatalmának ellenszerét, ez ugyanis Gavin ereje. Embereket tud ölni vele, és a Harmadik Szem pusztulása az ő pusztulását is jelenti. Kis híján az áldozatai közé kerül Prue barátnője Tanya is, de a Bűbájosok még idejében elpusztítják Gavint.
10. Matthew Tate
Matthew Tate (Billy Wirth) egy olyan warlock, aki a 16. században Melinda Warren, a Bűbájosok ük-ük-üknagyanyjának a szeretője volt. Titkon nem szerette, csak a nő képességeire fájt a foga. Melinda nem adta oda neki azokat, ezért Matthew a máglyára juttatta. De halála előtt Melinda megátkozta Matthew-t, és egy medálba zárta. 300 évvel ezután kiszabadult és elhatározta, hogy bosszút áll a Bűbájosokon.
11. Rex Buckland
Rex Buckland (Neil Roberts) Prue titkon warlock főnöke. Ő az első évad legfondorlatosabb gonosztevője. Hatalmas varázsereje van, a Forrás azért küldte, hogy a Bűbájosok erejét megszerezze. Ebben segíti Hannah, aki halálosan szerelmes Rexbe. Rex és Hannah gyilkossággal jutottak hozzá az aukciós házhoz. Megölték az eredeti tulajdonosokat, felvették a nevüket és ezzel megkaparintották az általuk vezetett aukciós házat is. Kezdettől fogva tudja Prue-ról, hogy boszorkány és kezdettől pikkel rá, titkon azon van, hogy Prue-t a magánéletben is tönkretegye. Rövid ideig birtokolja is a Hármak Erejét, de Leo segítségével sikerül legyőzni. Rex és csatlósa, Hannah végül a pokol tüzében ég el.
Szerepe az egyes epizódokban:
Javna szeme: Felvette Prue-t a cégbe és elég ellenségesen ugyan, de kiderítette róla, hogy boszorkány.
Álomlovag: Bár szerepel, nincs különösebb jelenete.
Pokoli menyegző: Egy termékenységi szobrot ajándékoz Prue-nak, akiről tudja, hogy Jade-nek ajándékozza majd azt. Jade ugyanis Hecaté, akit Rex az Alvilágból ismer.
Az igazság fáj: Hannah miatt majdnem fény derül terveire.
Az ük-ük-üknagyanyánk: Felbéreli Matthew-t, hogy pusztítsa el a Bűbájosokat, az erejüket pedig adja neki.
Aki másnak vermet ás: Ebben a részben szerzi meg a Hármak Erejét, de elpusztul.
12. Hannah Webster
Hannah Webster (Leigh Allyn Baker) Rex együgyű barátnője és cinkostársa. Warlock ő is. Megölt egy ártatlan nőt (azt, aki Rex áldozatának felesége volt) és felvette a nevét. A Buckland's-nál dolgozik ő is. Nem tudja titkolni, hogy mennyire utálja Prue-t, sokszor ez hozza kínos helyzetbe. Rexnek rengetegszer kellett kimentenie magát és Hannah-t a leleplezés közelségéből. Végül elpusztul ő is.
Szerepe az egyes epizódokban:
Javna szeme: Kideríti Prue-ról, hogy boszorkány, meglehetősen kényes módon.
Pokoli menyegző: Ő adja oda Prue-nak a termékenységi szobrot.
Az igazság fáj: Rendkívül gyerekes módon próbál ártani Prue-nak. Egy varázslat miatt majdnem bevall mindent.
Az ük-ük-üknagyanyánk: Rex tudtán kívül beleszeret Matthew-ba. Rex neki adja azt a feladatot, hogy mutassa meg Matthew-nak a Bűbájosok munkahelyeit és házát.
Aki másnak vermet ás: Hannah ebben a részben hal meg.
13. Az urna őre
Az urna őre (Stacey Helduk) egy királylány volt az ókori Egyiptomban. Szörnyen utálta a tolvajokat. Halála után egy értékes, ámde nagyon hatalmas varázserejű urnába temették el. Phoebe régi udvarlója ellopja az urnát, barátnőjének. A szellem azonban kiszállt az urnából és elhatározta, hogy megöli elrablóját. Phoebe barátját végül Phoebe, Prue és Piper menti meg.
14. Wendigo
A Wendigo (?) egy olyan teremtmény, ami az életbenmaradásához emberi szívet kell fogyasztania. Teliholdat megelőző nap átalakul és szerelmesek szívét tépi ki. Akit a Wendigo megkarmol, az kis idő múlva szintén Wendigóvá válik.
15. Barbas, a félelem ura
Barbas, (Billy Drago) a rettegés ura minden 1300. évben péntek 13-án jelentkezik. Ő más boszorkák legnagyobb félelmét váltja valóra. Ha egy nap alatt sikerül neki 13 férjezetlen boszorkát megölnie, akkor kiszabadul az alvilágból, és addig rémisztgethet meg boszorkákat, míg valamelyik ellen nem áll legmélyebb félelmének. Ám a sorozatban újra és újra felbukkan.
Epizódszerepek:
1. évad, 13. rész: Péntek 13
2. évad, 9. rész: A félelem ura visszatér
5. évad, 7. rész: Mentsük meg a démont!
6. évad, 19. rész: Felelőtlen boszorkányságok
6. évad, 22. rész: Ez egy rossz, rossz világ, 1. rész
6. évad, 23. rész: Ez egy rossz, rossz világ, 2. rész
7. évad, 1. rész: Ölelő karok